# 人文書院
人文書院（じんぶんしょいん）は、1922年に創設された日本の出版社。主に仏・独の文学、哲学思想の紹介の他、ジークムント・フロイト、カール・グスタフ・ユングらの心理学・精神医学などの翻訳書や、宗教、歴史、民俗学、文化人類学等の人文書の他、芸術、自然科学書などを出版する。

## 所在地
- 〒612-8447 京都市伏見区竹田西内畑町9

## 沿革
渡辺久吉（きゅうきち、1885年-1975年）が創立者。渡辺は愛知県出身、京都仏教専門学校卒。精神療法家の木原鬼仏に学び、1908年京都に日本心霊学会を設立、雑誌を刊行する。出版事業に移り、1927年人文書院と改称。命名は京都帝国大学医学部心理学科初代教授・今村新吉による。
かつては地元の京都大学教授だったフランス文学者の桑原武夫や生島遼一がスタンダールなどを、伊吹武彦がラシーヌ、サルトルなどを、ドイツ文学者の大山定一、前田敬作がゲーテなどの翻訳を多く担当していた。現在でも関西在住の学者研究者による著書・翻訳書の刊行が多い。

## 著名な刊行本
- 『ギリシア悲劇全集』全4巻
- 『ギリシア喜劇全集』全2巻
- 『嘔吐』、『存在と無』、『シチュアシオン』を含む『サルトル全集』全38巻
- 『第二の性』を含む『ボーヴォワール著作集』全9巻
- 『パスカル全集』全3巻
- 『ラシーヌ戯曲全集』全2巻
- 『地獄の季節』、『イリュミナシオン』を含む『ランボー全集』全3巻
- 『スタンダール全集』実質は著作選集
- 『ゲーテ全集』実質は著作集
- 『ボードレール全集』全4巻
- 『ジョゼフ・コンラッド中短編集』全3巻
- 『ヘッセ著作集』
- 『フロイト著作集』
- 『高橋義孝文芸理論著作集』全2巻
- 『伊東静雄全集』全1巻
- 『近代絵画』の初版豪華本 小林秀雄著
- 『転身物語』 オウィディウス、田中秀央・前田敬作訳
- 『黄金伝説』ヤコブス・デ・ウォラギネ前田敬作、山中知子訳
- 『フロイト全著作解説』ジェームズ・ストレイチー
- 『西と東の神秘主義』R・オットー著 J・ハイジック他訳
- 『アンドレ・ブルトン集成』全6巻、『シュルレアリスムと絵画』
- 「永遠の作家叢書」- スイユ出版社の叢書[2][3]
- 『一休－狂雲集の世界』柳田聖山著
- 『宗教の深層』阿満利麿著
- 『母性を問う』上・下脇田晴子他著
- 『吉野裕子全集』全12巻
- 『リンネとその使徒たち』西村三郎著
- 『ナチス通りの出版社』山口知三他著
- 『蛇と十字架東西の風土と宗教』安田喜憲著
- 『語りかける花』志村ふくみ著
- 『〈国語〉と〈方言〉のあいだ言語構築の政治学』安田敏朗著
- 『三絃の誘惑』樋口覚著
- 『モランディとその時代』岡田温司著